# Hemiphyllodactylus goaensis
Hemiphyllodactylus goaensis — вид ящірок з родини геконових (Gekkonidae). Відкритий у 2021 році.

## Поширення
Ендемік Індії. Описаний на основі трьох зразків, зібраних у напівміських районах штату Гоа на заході країни.